# 宇都宮松竹
宇都宮松竹（うつのみやしょうちく）は、栃木県宇都宮市の宇都宮駅西口に所在した商業施設「ロビンソン百貨店宇都宮店」（現在のトナリエ宇都宮）10階にあった松竹系列の映画館である。

## データ
- 所在地：栃木県宇都宮市駅前通り1丁目4番6号 ロビンソン百貨店（現トナリエ宇都宮）10階
- 運営：東日本松竹興行→松竹シネマエンタープライズ
- 観客定員数
  - スクリーン1：234席
  - スクリーン2：126席（開館時は138席[1]）

## 概要
1990年10月30日、宇都宮駅西口の再開発事業により建設された「ロビンソン百貨店宇都宮店」の10階に、宇都宮松竹が開業した。1955年4月21日から1990年3月31日まで同市宮町で35年間にわたり営業していた「宇都宮松竹ミヤマス座」（運営は斎藤商事）の後継となる松竹系列の映画館で、劇場内の椅子は一脚約10万円だったという。
主にスクリーン1で洋画、スクリーン2で邦画を上映していたが、1999年に松竹がブロック・ブッキング制を廃止して以降は、2スクリーン共洋画を上映することも少なくなかった。
2003年9月30日にロビンソン百貨店宇都宮店が閉店。さらに同年11月22日にはFKDショッピングモール宇都宮インターパーク店内に松竹マルチプレックスシアターズ運営のシネコン「MOVIX宇都宮」がオープンしたこともあり、不採算店舗となった宇都宮松竹は2004年5月9日をもって閉館。『ローマの休日』（デジタル・ニューマスター版）を最終上映として13年半の歴史に幕を閉じた。開館当初は東日本松竹興行が運営していたが、閉館時点は松竹シネマエンタープライズに移管されていた。松竹シネマエンタープライズは閉館から2年後の2006年2月28日をもって会社解散している。
その後、ロビンソン宇都宮店跡地はララスクエア宇都宮を経て、令和改元後の2020年よりトナリエ宇都宮となった。当館に隣接するセントラルフィットネスクラブ宇都宮店はトナリエになった現在も営業を続けているが、当館跡地は現在も空家の状況が続いている。